# Sankt Jørgensbjerg Kirke
Sankt Jørgensbjerg Kirke ligger i Roskilde Kommune.

## Historie
Den nuværende kirke er bygget ca. år 1080. Det er den anden kirke på stedet. Den første kirke blev bygget på en udjævnet oldtidshøj ca. år 1040.

## Kirkebygningen
- Bagside
- Tårn
- L.A. Ring, Stråtækte huse og kirke i St. Jørgensberg, 1916, Niedersächsisches Landesmuseum Hannover

## Interiør
Tekst mangler, hjælp os med at skrive teksten

## Gravminder
- Ulæselige gravsten for enden af kirken.

### Literatur
- Danmarks Kirker, Københavns Amt, bind 1, s.98-114 (Hæfte 1-2), Nationalmuseet 1944

## Eksterne kilder og henvisninger
- Sankt Jørgensbjerg Kirke Kirkens egen side
- Sankt Jørgensbjerg Kirke Arkiveret 31. januar 2011 hos  Wayback Machine hos nordenskirker.dk
- Sankt Jørgensbjerg Kirke hos KortTilKirken.dk
- Sankt Jørgensbjerg Kirke i bogværket Danmarks Kirker (udg. af Nationalmuseet)

- Wikimedia Commons har flere filer relateret til Sankt Jørgensbjerg Kirke